# Elecciones parlamentarias de Islandia de 2007

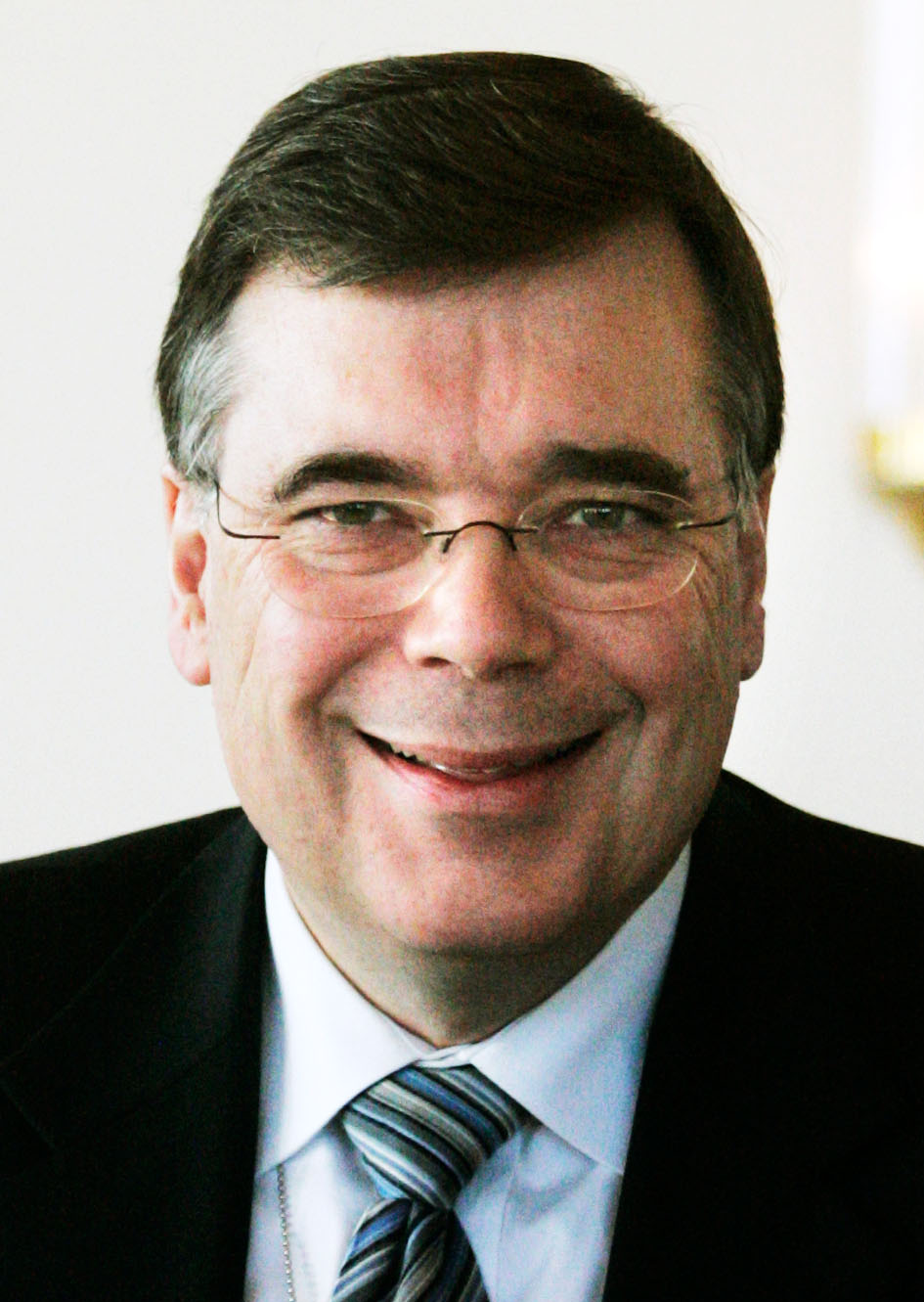
Ex primer ministro de Islandia Geir H. Haarde

Las elecciones parlamentarias de Islandia de 2007 se realizaron el 12 de mayo de ese año para elegir a los miembros del Alþingi.
Con un 36,6% de los votos, los resultados otorgaron la victoria al Partido de la Independencia del primer ministro de ese entonces Geir Haarde, pero debido a los magros resultados obtenidos por el Partido Progresista, la coalición que mantenían estos dos partidos se disolvió tras 12 años de colaboración, dando lugar a una nueva gran coalición del Partido de la Independencia con la Alianza Socialdemócrata.
De los 221.330 votantes registrados, participaron 185.071, alrededor de 83,6%. De todos los votos, 2.902, o aproximadamente el 1,6%, fueron inválidos.

## Resultados
| Partido                                                       | Votos   | %    | Escaños | +/- |
| ------------------------------------------------------------- | ------- | ---- | ------- | --- |
| Partido de la Independencia (Sjálfstæðisflokkur)              | 66.749  | 36,6 | 25      | +3  |
| Alianza Socialdemócrata (Samfylkingin)                        | 48.743  | 26,8 | 18      | -2  |
| Movimiento de Izquierda-Verde (Vinstrihreyfing-Grænt framboð) | 26.136  | 14,3 | 9       | +4  |
| Partido Progresista (Framsóknarflokkur)                       | 21.349  | 11,7 | 7       | -5  |
| Movimiento Islandés - Tierra Viva (Íslandshreyfingin)         | 5.953   | 3,3  | 0       | 0   |
| Total                                                         | 182.169 | 100  | 63      | 0   |

+/-: diferencia de escaños obtenidos respecto a las elecciones anteriores de 2003.